# وو چنگژانگ
وو چنگژانگ (انگلیسی: Wu Chengzhang؛ زادهٔ ۱ ژانویهٔ ۱۹۲۴) بازیکن و مربی بسکتبال اهل چین بود. وی در بازی‌های المپیک تابستانی ۱۹۴۸ شرکت کرده‌است.